# Erythrus sabahanus
Erythrus sabahanus es una especie de escarabajo longicornio del género Erythrus, tribu Pseudolepturini, orden Coleoptera. Fue descrita científicamente por Vives en 2010.

## Descripción
Mide 15-19 milímetros de longitud.

## Distribución
Se distribuye por Malasia (isla de Borneo).